# Nation (álbum)
Nation —en español: Nación — es el octavo álbum de estudio de la banda brasileña de thrash metal Sepultura. Posee un sonido similar al anterior álbum de la banda, Against. Cuenta con varias colaboraciones.

## Lista de canciones
1. "Sepulnation" - 4:22
2. "Revolt" - 0:57
3. "Border Wars" - 5:11
4. "One Man Army" - 5:30
5. "Vox Populi" - 3:42
6. "The Ways of Faith" - 4:54
7. "Uma Cura" - 3:15
8. "Who Must Die" - 3:00
9. "Saga" - 4:40
10. "Tribe to a Nation" (c/Dr. Israel) - 2:50
11. "Politricks" (c/Jello Biafra) - 4:15
12. "Human Cause" (c/Jamey Jasta) - 1:00
13. "Reject" - 3:00
14. "Water" - 2:45
15. "Valtio" (instrumental) (c/Apocalyptica) - 3:22

## Pistas adicionales
- Estos temas solo están disponibles para la versión brasileña.

1. "Bela Lugosi's Dead" (Bauhaus)
2. "Annihilation" (Crucifixion)
3. "Rise Above" (Black Flag c/ João Gordo)
4. "Roots Bloody Roots" (Live)

## Integrantes
1. Andreas Kisser - guitarra
2. Derrick Green - voz
3. Igor Cavalera - batería
4. Paulo Jr. - bajo